# Blackdown Hills

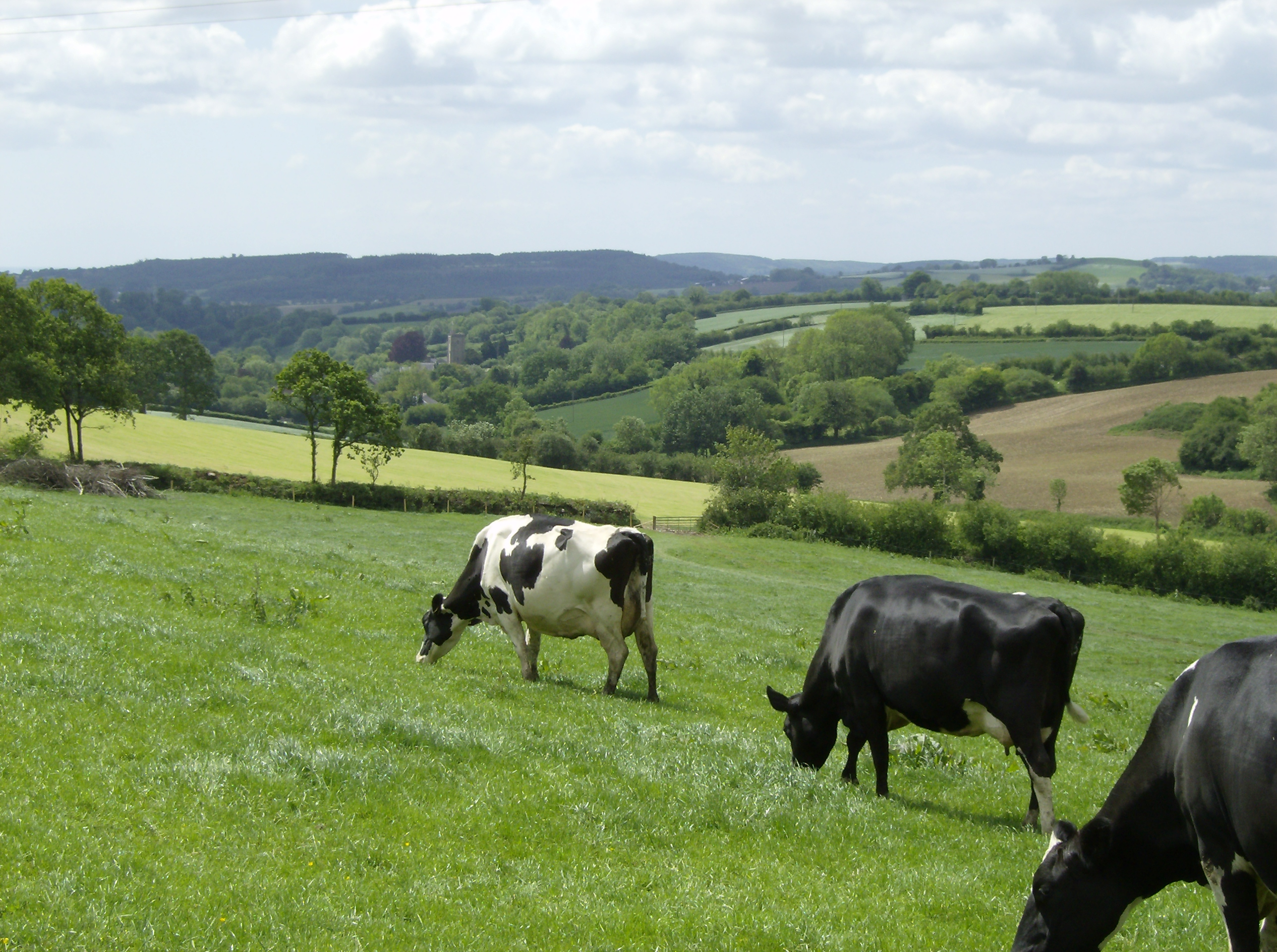
Krajobraz Blackdown Hills

Blackdown Hills – pasmo łagodnych wzgórz w południowo-zachodniej Anglii o powierzchni 370 km². Najwyższym szczytem wzgórz jest Staple Hill (315 m n.p.m.). Obszar jest uznany za Area of Outstanding Natural Beauty. Obszar ma charakter rolniczy i wiejski. Wzgórza są częściowo zalesione.

## Położenie
Blackdown Hills położone są w południowo-zachodniej Anglii, na granicy hrabstw Somerset i Devon, na wschód od autostrady M5. Na terenie wzgórz znajdują się m.in. miasta Wellington i Honiton. Przez wzgórza przepływa rzeka Culm, dopływ Exe.